# Haplothysanus parvidens
Haplothysanus parvidens är en mångfotingart som beskrevs av Carl Graf Attems 1953. Haplothysanus parvidens ingår i släktet Haplothysanus och familjen Odontopygidae. Inga underarter finns listade i Catalogue of Life.